# Leonardo Dati (1408-1472)
Pour les articles homonymes, voir Dati.
Ne doit pas être confondu avec Leonardo Dati.
Leonardo Dati, né à Florence en 1408 et mort à Rome en 1472, est un ecclésiastique catholique italien, secrétaire de plusieurs papes, évêque à la fin de sa vie de Massa Marittima en Toscane, humaniste et écrivain. Il est l'auteur de poèmes en latin et d'une tragédie.

## Biographie
Leonardo Dati est né à Florence dans une famille de marchands ; son père, Piero di Giorgio Dati, a épousé Zenobia Soderini, nièce de Niccolò da Uzzano, gonfalonnier de justice de la seigneurie de Florence.
Il suit des études de droit à Florence (il est legum doctor en 1435) et entre en contact avec les cercles intellectuels de la cité, nouant des relations avec Giannozzo Manetti, Antonio degli Agli (it) et avec le groupe d'humanistes dirigé par Niccolò della Luna ; il fréquente également le poète-barbier Domenico di Giovanni dit Il Burchiello, barbier et poète populaire.
Dès 1432, Dati s'installe à Rome, choisit la carrière ecclésiastique, et occupe des fonctions de secrétaire et de juriste auprès du Saint-Siège, au service notamment du cardinal Giordano Orsini, qui lui fait attribuer en septembre 1435 le bénéfice de la paroisse des saints Ippolito et Cassiano à Laterina en Toscane. Il est secrétaire de quatre papes, Calixte III, Pie II, Paul II et Sixte IV ; ce dernier lui octroie en 1466 le bénéfice du monastère San Gennaro à Capolona en Toscane, et en 1467 le nomme évêque de Massa Marittima.
Il meurt à Rome en 1472 et est enterré à Santa Maria sopra Minerva.

## Œuvre littéraire
Leonardo Dati a composé des poèmes en latin, notamment en 1443 un poème de 500 hexamètres Tropheum anglaricum, consacré à la bataille d'Anghiari, un commentaire en latin au poème théologique La città di vita de Matteo Palmieri, ainsi que 40 fables d'Ésope mises en latin.
En octobre 1441 il participe, en étroite collaboration avec Leon Battista Alberti, au Certame coronario, un concours de poésie en italien (volgare) qu'Alberti a organisé à Florence à la cathédrale Santa Maria del Fiore sous le patronage de Pierre Ier de Médicis, afin de renforcer le prestige de la langue. Le poème de Dati Scena di amicizia, écrit en toscan et en hexamètres, s'inspire d'un passage du De amicitia de Cicéron ; il est apprécié, mais le jury décide de ne pas attribuer le prix. L'année suivante, le thème du concours est l'envie (invidia), et Dati travaille à une tragédie Hiensal sur ce sujet ; mais Alberti renonce au concours, découragé par l'hostilité des intellectuels humanistes florentins,.
La tragédie de Dati, Hiensal, écrite en latin, restée manuscrite, est conservée dans quatre manuscrits. Elle a pour sujet, en s'appuyant sur le récit de Salluste dans son Bellum Iugurthinum (Guerre de Jugurtha), la rivalité entre les deux demi-frères, Jugurtha et Hiempsal, qui se disputent le trône de Numidie. Hiempsal, envieux, complote contre Jugurtha qui incarne, par sa bravoure, le prince idéal, mais Jugurtha, plus ou moins complexé par sa naissance obscure, finit par assassiner Hiempsal et ses proches. La pièce fait intervenir des personnages allégoriques (Envie, Ambition, Modestie, Discorde, Perfidie),,.